# 코엘로피시스
코엘로피시스(학명: Coelophysis)는 트라이아스기 후기에 현재의 미국 남서부 지방에 서식했던 수각류 공룡이다. 속이 빈 척추를 보고 비어있다는 뜻을 가진 koilos와 형태를 뜻하는 physis가 합쳐져 명명되었다.

앞발가락은 4개이며, 그중 하나는 살 속에 묻혀 거의 보이지 않는다. 뒷발가락은 3개이다.
1. ↑  “Announcements”. 《Kennedy Institute of Ethics Journal》 1 (3): 274–274. 1991. doi:10.1353/ken.0.0233. ISSN 1086-3249.
2. ↑  Haines, Tim. (2006). 《The complete guide to prehistoric life》. Buffalo: Firefly Books. ISBN 1-55407-125-9.
3. ↑  Rinehart, Larry F.; Lucas, Spencer G.; Hunt, Adrian P. (2007년 6월). “Furculae in the Late Triassic theropod dinosaurCoelophysis bauri”. 《Paläontologische Zeitschrift》 81 (2): 174–180. doi:10.1007/bf02988391. ISSN 0031-0220.